# Рентон (Вашингтон)
Рентон (енгл. Renton) град је у америчкој савезној држави Вашингтон. По попису становништва из 2010. у њему је живело 90.927 становника.

## Демографија
Према попису становништва из 2010. у граду је живело 90.927 становника, што је 40.875 (81,7%) становника више него 2000. године.
| Група             | 2000.          | 2010.          |
| Белци             | 32.759 (65,4%) | 44.937 (49,4%) |
| Афроамериканци    | 4.238 (8,5%)   | 9.670 (10,6%)  |
| Азијати           | 6.692 (13,4%)  | 19.298 (21,2%) |
| Хиспаноамериканци | 3.818 (7,6%)   | 11.947 (13,1%) |
| Укупно            | 50.052         | 90.927         |